# 急戦
急戦(きゅうせん)とは、将棋で、早いうちから相手を攻めること。逆に双方が守りをがっちり固めてから戦いを起こす持久戦もあるが、この両者には明確な基準はない。
相手が守りを固める前に攻められる利点がある分、自分の守りも固められないという欠点がある。そのため、短手数で終わる場合が多い。囲いも、短手数でできる、あまり固いとは言い難い囲いで戦う。

## 急戦の戦法
次に急戦の戦法の具体例を挙げる。
- 対抗型居飛車の戦法における急戦・居飛車舟囲い急戦（山田定跡等）ほか
- 藤井システム、左金を左側にあがる急戦向かい飛車、玉頭銀など、振り飛車からの急戦法
- 棒銀（原始棒銀ほか）、早繰り銀、角換わり▲4五桂など
- 急戦矢倉（右四間飛車・阿久津流急戦矢倉・カニカニ銀など）
- 横歩取り（横歩取り8五飛・横歩取り4五角・相横歩取りなど）
- 早石田（新石田流）
- 相掛かり戦（塚田スペシャル、相腰掛け銀でのガッチャン銀ほか）
- 英春流かまいたち戦法、19手定跡など
- ゴキゲン中飛車および対▲5八金右超急戦、超速3七銀など

## 急戦に用いられる囲い
次に急戦で用いられる囲いの一例を挙げる。しかし、ほとんど「囲い」の域まで達さず攻めるので、囲いと言われるものは少ない。
- elmo囲い
- イチゴ囲い
- 矢倉囲いのうち兜矢倉、半兜、銀矢倉、へこみ矢倉、菊水矢倉など
- 舟囲い →(発展)菱囲い、箱入り娘
- カニ囲い
- 中原囲い
- 中住まい
- 壁囲い
- 金無双